# تیپ ۲۳۰ پیاده گرگان

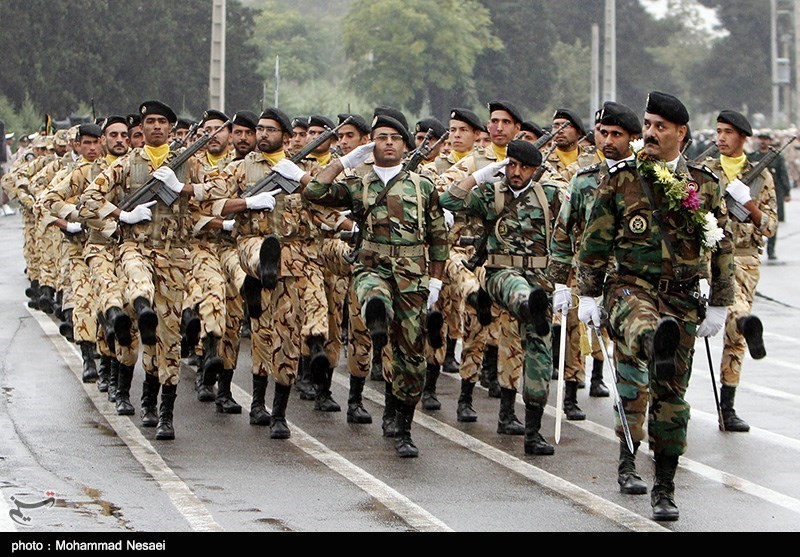
رژه نیروهای تیپ ۲۳۰ پیاده به‌مناسبت سالگرد جنگ ایران و عراق در سال ۱۳۹۸، گرگان

تیپ ۲۳۰ پیاده گرگان یا تیپ ۲۳۰ متحرک هجومی از تیپ‌های پیاده‌نظام نیروی زمینی ارتش جمهوری اسلامی ایران، زیرمجموعه لشکر ۳۰ پیاده بیرجند و تحت امر قرارگاه منطقه‌ای شمال‌شرق نزاجا است، که پادگان و ستاد فرماندهی آن در شهر گرگان، استان گلستان مستقر می‌باشد. تیپ ۲۳۰ پیاده گرگان در خلال جنگ ایران و عراق، از یگان‌های عمل‌کننده ارتش جمهوری اسلامی ایران و تحت امر لشکر ۳۰ پیاده گرگان بود. هم‌اکنون سرتیپ‌دوم علی‌اکبر عرب فرماندهی تیپ ۲۳۰ پیاده گرگان را برعهده دارد.